# Adam Obarski
Adam Obarski ps. Adam, Bolesław, Dzianot (ur. 15 marca 1905 w Warszawie, zm. 1 listopada 1973 tamże) – polski działacz socjalistyczny i niepodległościowy. W okresie stalinizmu więzień PRL.

## Życiorys

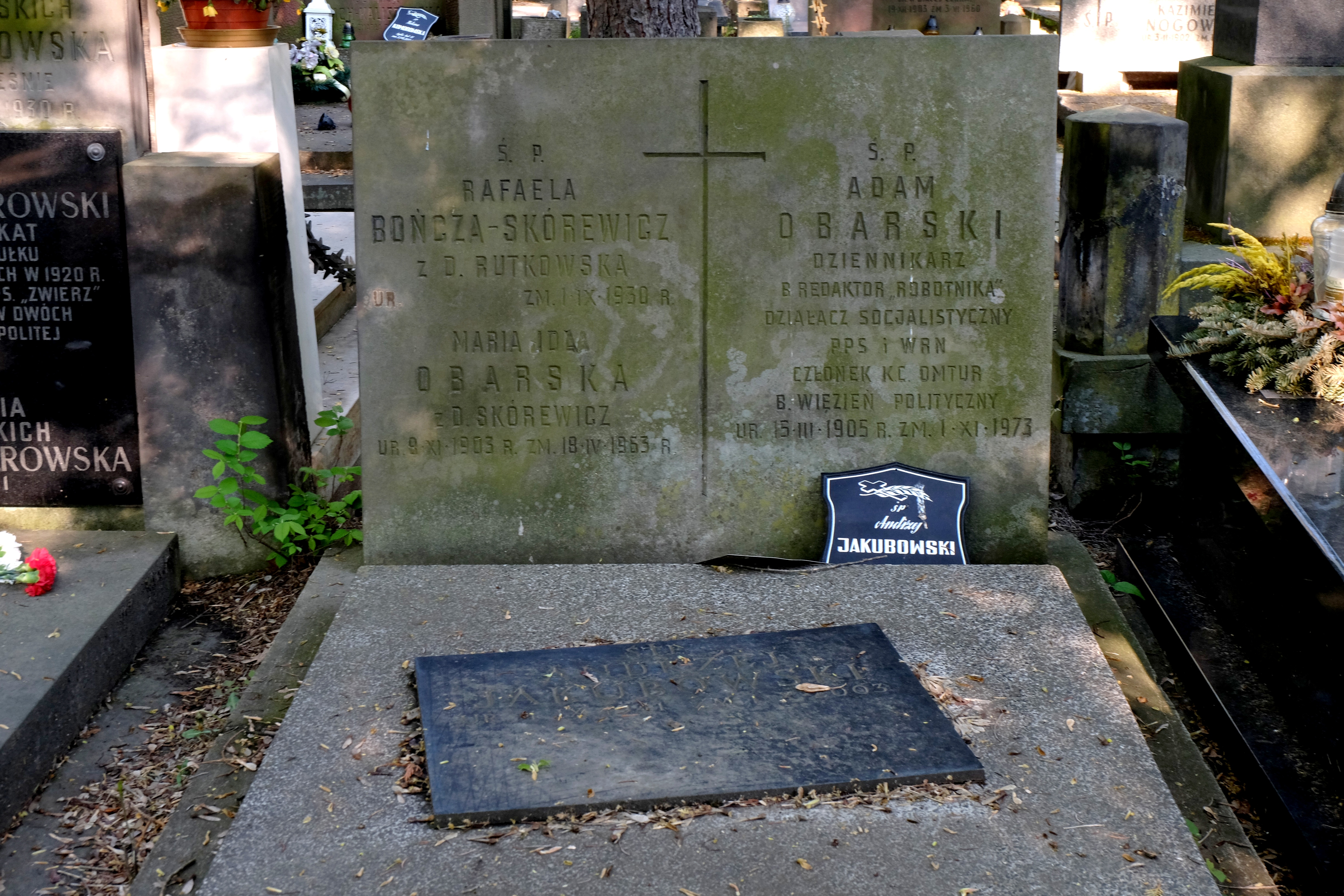
Grób Adama Obarskiego na cmentarzu Powązkowskim w Warszawie

Do 1925 r. uczył się w gimnazjum Władysława Giżyńskiego, a następnie podjął studia na Wydziale Filozoficznym Uniwersytetu Warszawskiego. W tym czasie został przewodniczącym warszawskiego środowiska Związku Niezależnej Młodzieży Socjalistycznej. Od 1924 r. członek Polskiej Partii Socjalistycznej. Od 1926 r. redaktor „Robotnika”. W okresie 1930–1939 pracownik „Ekspresu Porannego”. Działacz młodzieży socjalistycznej (m.in. przewodniczący OM TUR Warszawa-Podmiejska, sekretarz Federacji Socjalistycznych Organizacji Młodzieżowych w Polsce).
We wrześniu 1939 r. pracownik Stołecznego Komitetu Samopomocy Społecznej. Od 1939 r. działacz PPS-WRN, członek władz okręgu Warszawa-Podmiejska, a po aresztowaniu Antoniego Purtala przewodniczący okręgu. Członek komendy okręgu Gwardii Ludowej WRN Warszawa-Podmiejska. Od 1944 r. zastępca delegata Okręgowa Delegatura Rządu Warszawa-województwo. Podczas powstania warszawskiego redaktor „Wiadomości Radiowych” oraz „Robotnika”. Wyszedł z ludnością cywilną.
Od 1945 r. aktywny w konspiracji antykomunistycznej. Przejściowo szef propagandy Delegatury Sił Zbrojnych na Kraj Obszaru Warszawskiego. Od września 1946 r. wiceprzewodniczący Komitetu Porozumiewawczego Organizacji Demokratycznych Polski Podziemnej (KPODPP), z ramienia Niezależnej Polskiej Partii Socjalistycznej. Aresztowany 6 grudnia 1946. Skazany w grudniu 1947 r. na 15 lat więzienia. W listopadzie 1954 r. zwolniony czasowo z powodu ciężkiej choroby, wyrok ostatecznie zawieszono w kwietniu 1957 r.
Po opuszczeniu więzienia pracował początkowo fizycznie w Stołecznych Zakładach Graficznych, później jako redaktor i redaktor techniczny w gazetach branżowych. Od 1959 do 1963 r. sekretarz redakcji „Kuriera Polskiego”.
Pochowany na cmentarzu Powązkowskim (kwatera 154-6-27).